# 布泰耶-圣塞巴斯蒂安
布泰耶-圣塞巴斯蒂安（法語：Bouteilles-Saint-Sébastien，法語發音：[butɛj sɛ̃ sebastjɛ̃]）是法国多尔多涅省的一个市镇，属于佩里格区。该市镇于1825年由原市镇布泰耶（Bouteilles）和圣塞巴斯蒂安（Saint-Sébastien）合并而成。

## 地理
布泰耶-圣塞巴斯蒂安（45°20'42"N, 0°18'15"E）面积13.96 平方千米，位于法国新阿基坦大区多爾多涅省，该省份为法国西南部内陆省份，是法國本土面积第三大的省，大致对应佩里戈尔地区，北起顺时针与夏朗德省、上维埃纳省、科雷兹省、洛特省、洛特-加龙省、吉倫特省和滨海夏朗德省接壤。
与布泰耶-圣塞巴斯蒂安接壤的市镇（或旧市镇、城区）包括：帕吕欧、圣塞沃兰、吕西尼亚克、楠特伊-欧里亚克德布尔扎克、圣马夏尔维韦罗勒、圣保罗利佐讷。

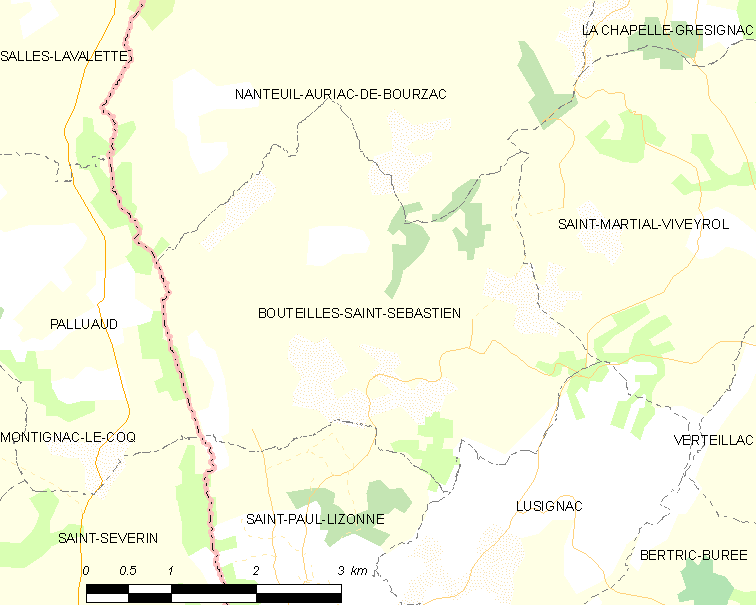
布泰耶-圣塞巴斯蒂安的OSM定位图

布泰耶-圣塞巴斯蒂安的时区为UTC+01:00、UTC+02:00（夏令时）。

## 行政
布泰耶-圣塞巴斯蒂安的邮政编码为24320，INSEE市镇编码为24062。

## 政治
布泰耶-圣塞巴斯蒂安所属的省级选区为里贝拉克县。

## 人口

1962-2008年间布泰耶-圣塞巴斯蒂安人口变化图示

布泰耶-圣塞巴斯蒂安于2022年1月1日时的人口数量为175人。